# Ambérieux
Ambérieux är en kommun i departementet Rhône i regionen Auvergne-Rhône-Alpes i östra Frankrike. Kommunen ligger i kantonen Anse som tillhör arrondissementet Villefranche-sur-Saône. År 2022 hade Ambérieux 629 invånare.

## Befolkningsutveckling
Antalet invånare i kommunen Ambérieux
| Referens: INSEE |